# 安氏克燈魚
安氏克灯鱼（学名：Krefftichthys anderssoni）为輻鰭魚綱燈籠魚目灯笼鱼科的其中一種。分布于南半球亞熱帶至南極間的海域，為深海魚類，棲息深度可達2700公尺，體長可達7.1公分，屬肉食性，以磷蝦及橈角類等為食。